# Pala Casino 400
De Pala Casino 400 is een race uit de NASCAR Cup Series. De wedstrijd wordt gehouden op de Auto Club Speedway in Fontana over een afstand van 400 mijl of 643 km. De eerste race werd gehouden in 1997 die gewonnen werd door Jeff Gordon. In het najaar wordt op hetzelfde circuit de Pepsi Max 400 gehouden.

## Namen van de race
- California 500 Presented by NAPA (1997 - 1999)
- NAPA Auto Parts 500 (2000 - 2002)
- Auto Club 500 (2003 - 2010)
- Auto Club 400 (2011 - heden)

## Winnaars
| Jaar                             | Winnaar                          | Auto                             |
| California 500 Presented by NAPA | California 500 Presented by NAPA | California 500 Presented by NAPA |
| -------------------------------- | -------------------------------- | -------------------------------- |
| 1997                             | Jeff Gordon                      | Chevrolet                        |
| 1998                             | Mark Martin                      | Ford                             |
| 1999                             | Jeff Gordon                      | Chevrolet                        |
| NAPA Auto Parts 500              |                                  |                                  |
| 2000                             | Jeremy Mayfield                  | Ford                             |
| 2001                             | Rusty Wallace                    | Ford                             |
| 2002                             | Jimmie Johnson                   | Chevrolet                        |
| Auto Club 500                    |                                  |                                  |
| 2003                             | Kurt Busch                       | Ford                             |
| 2004                             | Jeff Gordon                      | Chevrolet                        |
| 2005                             | Greg Biffle                      | Ford                             |
| 2006                             | Matt Kenseth                     | Ford                             |
| 2007                             | Matt Kenseth                     | Ford                             |
| 2008                             | Carl Edwards                     | Ford                             |
| 2009                             | Matt Kenseth                     | Ford                             |
| 2010                             | Jimmie Johnson                   | Chevrolet                        |
| Auto Club 400                    |                                  |                                  |
| 2011                             | Kevin Harvick                    | Chevrolet                        |
| 2012                             | Tony Stewart                     | Chevrolet                        |
| 2013                             | Kyle Busch                       | Toyota                           |

Huidige races:
Can-Am Duel ·
Daytona 500 ·
Subway Fresh Fit 500 ·
Kobalt Tools 400 ·
Food City 500 ·
Auto Club 400 ·
STP Gas Booster 500 ·
NRA 500 ·
Aaron's 499 ·
Toyota Owners 400 ·
Bojangles' Southern 500 ·
FedEx 400 ·
Coca-Cola 600 ·
STP 400 ·
Pocono 400 ·
Quicken Loans 400 ·
Toyota/Save Mart 350 ·
Coke Zero 400 ·
Quaker State 400 ·
Camping World RV Sales 301 ·
Brickyard 400 ·
Gobowling.com 400 ·
Cheez-It 355 at The Glen ·
Pure Michigan 400 ·
Irwin Tools Night Race ·
AdvoCare 500 (Atlanta Motor Speedway) ·
Federated Auto Parts 400 ·
Geico 400 ·
Sylvania 300 ·
AAA 400 ·
Hollywood Casino 400 ·
Bank of America 500 ·
Camping World RV Sales 500 ·
Goody's Headache Relief Shot 500 ·
AAA Texas 500 ·
AdvoCare 500 (Phoenix International Raceway) ·
Ford EcoBoost 400

Voormalige races:

Buddy Shuman 276 ·
Budweiser 400 ·
Budweiser NASCAR 400 ·
Columbia 200 ·
Coors 420 ·
First Union 400 ·
Greenville 200 ·
Hickory 276 ·
Kobalt Tools 500 (Atlanta Motor Speedway) ·
Los Angeles Times 500 ·
Mountain Dew Southern 500 ·
Northern 300 ·
Pepsi 420 ·
Pepsi Max 400 ·
Pickens 200 ·
Pop Secret Microwave Popcorn 400 ·
Sandlapper 200 ·
Subway 400 ·
Tyson Holly Farms 400 ·
Winston Western 500